# Thourie
Thourie (bret. Tourig) – miejscowość i gmina we Francji, w regionie Bretania, w departamencie Ille-et-Vilaine.
Według danych na rok 1990 gminę zamieszkiwało 501 osób, a gęstość zaludnienia wynosiła 21 osób/km² (wśród 1269 gmin Bretanii Thourie plasuje się na 830. miejscu pod względem liczby ludności, natomiast pod względem powierzchni na miejscu 401.).